# 58.º Prêmio Jabuti
O 58º Prêmio Jabuti foi realizado em 2016, premiando obras literárias referentes a lançamentos de 2015.  

## Prêmios
Os premiados foram:
| Categoria                                       | Obra                                                                          | Autor                                        | Editora                                    |
| ----------------------------------------------- | ----------------------------------------------------------------------------- | -------------------------------------------- | ------------------------------------------ |
| Livro do Ano Ficção                             | A Resistência                                                                 | Julián Fuks                                  | Companhia das Letras                       |
| Livro do Ano Não Ficção                         | Dicionário da História Social do Samba                                        | Nei Lopes e Luiz Antonio Simas               | Civilização Brasileira                     |
| Livro do Ano Não Ficção                         | Mário de Andrade: Eu sou Trezentos: Vida e Obra                               | Eduardo Jardim                               | Edições de Janeiro                         |
| Capa                                            | O Gigante Enterrado                                                           | Alceu Chiesorin Nunes                        | Companhia das Letras                       |
| Ilustração                                      | Novelas exemplares                                                            | Vânia Mignone                                | Cosac Naify                                |
| Ilustração de livro infantil e juvenil          | A Força da Palmeira                                                           | Anabella López                               | Pallas Míni                                |
| Arquitetura,urbanismo,Artes e fotografia        | Histórias Mestiças: Catálogo                                                  | Lilia Moritz Schwarcz e Adriano Pedrosa(org) | Editora Cobogó e Instituto Tomie Ohtake    |
| Biografia                                       | Mário de Andrade: Eu sou Trezentos: Vida e Obra                               | Eduardo Jardim                               | Edições de Janeiro                         |
| Engenharias, tecnologia e informática           | Estrutura Atômica, Ligações e Estereoquímica                                  | Henrique Eisi Toma                           | Editora Edgard Blucher                     |
| Ciências Humanas                                | Flores, Votos e Balas                                                         | Angela Alonso                                | Companhia das Letras                       |
| Ciências da Natureza,Meio ambiente e matemática | Capitalismo e Colapso Ambiental                                               | Luiz Marques                                 | Editora Unicamp                            |
| Ciências da Saúde                               | Tratado de Neurocirurgia                                                      | Mario G. Siqueira                            | Editora Manole                             |
| Comunicação                                     | Para Além do Código Digital. O Lugar do Jornalismo em um Mundo Interconectado | Carlos Sandano                               | Edufscar                                   |
| Contos e crônicas                               | Amora                                                                         | Natalia Borges Polesso                       | Não Editora                                |
| Didático e paradidático                         | Sete Janelinhas – Meus Primeiros Sete Quadros                                 | Carla Caruso e May Shuravel                  | Editora Moderna                            |
| Direito                                         | Direito Civil: Responsabilidade Civil                                         | Bruno Nubens Barbosa                         | Editora Saraiva                            |
| Economia, administração e negócios              | Devagar e Simples                                                             | André Lara Resende                           | Companhia das Letras                       |
| Educação                                        | Redesenhando o Desenho – Educadores, Política e História                      | Ana Mae Barbosa                              | Cortez Editora                             |
| Gastronomia                                     | O Frango Ensopado da Minha Mãe                                                | Nina Horta                                   | Companhia das Letras                       |
| Livro infantil                                  | Inês                                                                          | Roger Mello                                  | Companhia das Letrinhas                    |
| Livro juvenil                                   | O Labatruz e Outras Desventuras                                               | Judith Nogueira                              | Quatro Cantos                              |
| Poesia                                          | Agora Aqui Ninguém Precisa de Si                                              | Arnaldo Antunes                              | Companhia das Letras                       |
| Psicologia e psicanálise                        | Lacan Chinês: Poesia, Ideograma e Caligrafia Chinesa de uma Psicanálise       | Cleyton Andrade                              | Editora da Universidade Federal de Alagoas |
| Reportagem                                      | Cova 312                                                                      | Daniela Arbex                                | Geração                                    |
| Romance                                         | A Resistência                                                                 | Julián Fuks                                  | Companhia das Letras                       |
| Teoria / Crítica literária                      | Dicionário da História Social do Samba                                        | Nei Lopes e Luiz Antonio Simas               | Civilização Brasileira                     |
| Projeto gráfico                                 | Capas de Santa Rosa                                                           | Negrito Produção Editorial                   | Edições Sesc São Paulo e Ateliê Editorial  |
| Tradução                                        | Hamlet                                                                        | Lawrence Flores Pereira                      | Companhia das Letras                       |
| Tradução de Obra Literária Inglês-Português     | Hamlet ou Amleto                                                              | Rodrigo Lacerda                              | Editora Zahar                              |